# Hanoisiella exilicosta
Hanoisiella exilicosta là một loài bướm đêm thuộc phân họ Arctiinae, họ Erebidae.